# 서희승
서희승(1952년 7월 17일 ~ 2010년 9월 7일)은 대한민국의 배우이다.

## 생애
본관은 이천이며, 전라남도 영광군 출생이다. 아들은 배우 서재경이다.

## 학력
- 1968년 ~ 1971년 한성고등학교
- 1971년 동국대학교 연극학과

## 경력
- 극단 메아리 단원
- 이해랑 이동극단 단원
- 1972년 ~ 1975년 국립극단 단원
- 1999년 한국연극배우협회 이사

## 출연

### 방송

#### 드라마
- 2006년 SBS 《사랑하고 싶다》
- 2007년 SBS 《칼잡이 오수정》 - 고만수의 아버지 역

### 영화
- 1990년 《꼴찌부터 일등까지 우리반을 찾습니다》
- 1995년 《테러리스트》 - 경찰서장 역
- 1997년 《그는 나에게 지타를 아느냐고 물었다》 - 양의사 역
- 1999년 《닥터 K》 - 흉부외과 의사 역
- 1999년 《북경반점》 - 안동장 사장 역
- 2003년 《선생 김봉두》 - 본교 교장 역
- 2005년 《그때 그사람들》 - 부총리 역
- 2006년 《사랑을 놓치다》 - 양궁장 아저씨 역
- 2006년 《무도리》 - 김방연 역

### 공연

#### 연극
- 1996년 《춘향아 춘향아》
- 1998년 《땅끝에 서면 바다가 보인다》
- 1999년 《수전노》
- 2001년 《맨발의 청춘》